# Figuras de la tumba de Liu Tingxun de la dinastía Tang
Las figuras de la tumba de Liu Tingxun de la dinastía Tang (劉庭訓) son una serie de trece figuras funerarias de loza encontradas en una tumba que se cree que es la de Liu Tingxun, un general chino que murió en el año 728 d. C. Estas figuras fueron encontradas en Luoyang y ahora se exhiben en el Museo Británico de Londres. En otros museos de todo el mundo se pueden encontrar figuras de tumbas de la dinastía Tang similares que representan personas y animales de otras tumbas de la misma época.

## Descripción
Las trece figuras constan de cinco parejas y un conjunto de tres. Todas fueron decoradas utilizando la técnica sancai ("tres colores") desarrollada durante la dinastía Tang. Los colores utilizados en los esmaltes fueron una innovación reciente en la época. Estos colores se produjeron añadiendo capas de óxidos de elementos metálicos y cociéndolas a entre 750 y 800 grados centígrados. Se usó óxido de cobre para obtener el color verde y óxido de hierro para conseguir naranja o marrón. Otros elementos crean colores más exóticos. Las primeras cerámicas Sancai de la dinastía Tang fueron recuperadas a principios del siglo XX.
El primer par de estatuas son semihumanas, con alas y garras, estas figuras están diseñadas para ahuyentar a cualquier intruso que entre en la tumba. Uno de ellos tiene rostro humano. Detrás de la primera pareja hay dos Lokapala. Son guardianes de tumbas budistas. Detrás de esta pareja hay dos figuras humanas de oficiales o funcionarios. Se cree que uno es militar y el otro civil. Detrás hay dos caballos y dos camellos. Estas grandes estatuas se crearon en varias piezas y luego se ensamblaron  usando engobe para unir las distintas partes. Los camellos se utilizaban como bestias de carga para transportar mercancías en China, importarlas y exportarlas a lo largo de la Ruta de la Seda. Los caballos también eran útiles, pero se encuentran entre los animales exóticos de China. Estos caballos se utilizaban para jugar al polo. Los animales están rodeados por tres mozos de cerámica.

## Historia
Liu Tingxun fue un general y consejero privado imperial que vivió en plena dinastía Tang. Liu era general del ejército de Zhongwu y teniente de los distritos de Henan y Huinan. Nació aproximadamente en el año 656 d. C. y murió a los 72 años en el año 728.
La posición y la riqueza del general quedan demostradas no sólo por las cerámicas, sino también por el texto necrológico encontrado en la tumba. La asociación de Liu Tingxun con este texto funerario se basa en un artículo escrito por R. L. Hobson en la revista Burlington en 1921. El artículo cita un texto traducido al inglés a partir de un calco del texto original. Actualmente se desconoce la ubicación de ese calco. El epitafio de Liu está escrito en primera persona, como si lo hubiera escrito el propio general. Dice que tenía 72 años cuando murió y se jacta de sus habilidades como soldado y político.
Las figuras desenterradas en la tumba son representativas de un tipo que se ha encontrado en grandes cantidades en las zonas urbanas del noroeste de China. Estas estatuas son un símbolo del alto estatus de la persona enterrada en estas tumbas. Se cree que este estilo de figura funeraria de cerámica estuvo de moda durante unos cincuenta años, aproximadamente en el año 700 d. C.
Las estatuas las compró el Museo Británico al orientalista George Eumorfopoulos en 1935 o 1936. El precio acordado estaba por debajo del precio del mercado y se informó que se trataba de un «gesto principesco» mediante el cual Eumorfopoulos vendió y donó una vasta colección tanto al Museo Británico como al Museo de Victoria y Alberto.

## Una historia del mundo en cien objetos
Estas figuras funerarias aparecieron en A History of the World in 100 Objects, una serie de programas de radio que comenzó en 2010 como una colaboración entre la BBC y el Museo Británico.

## Galería

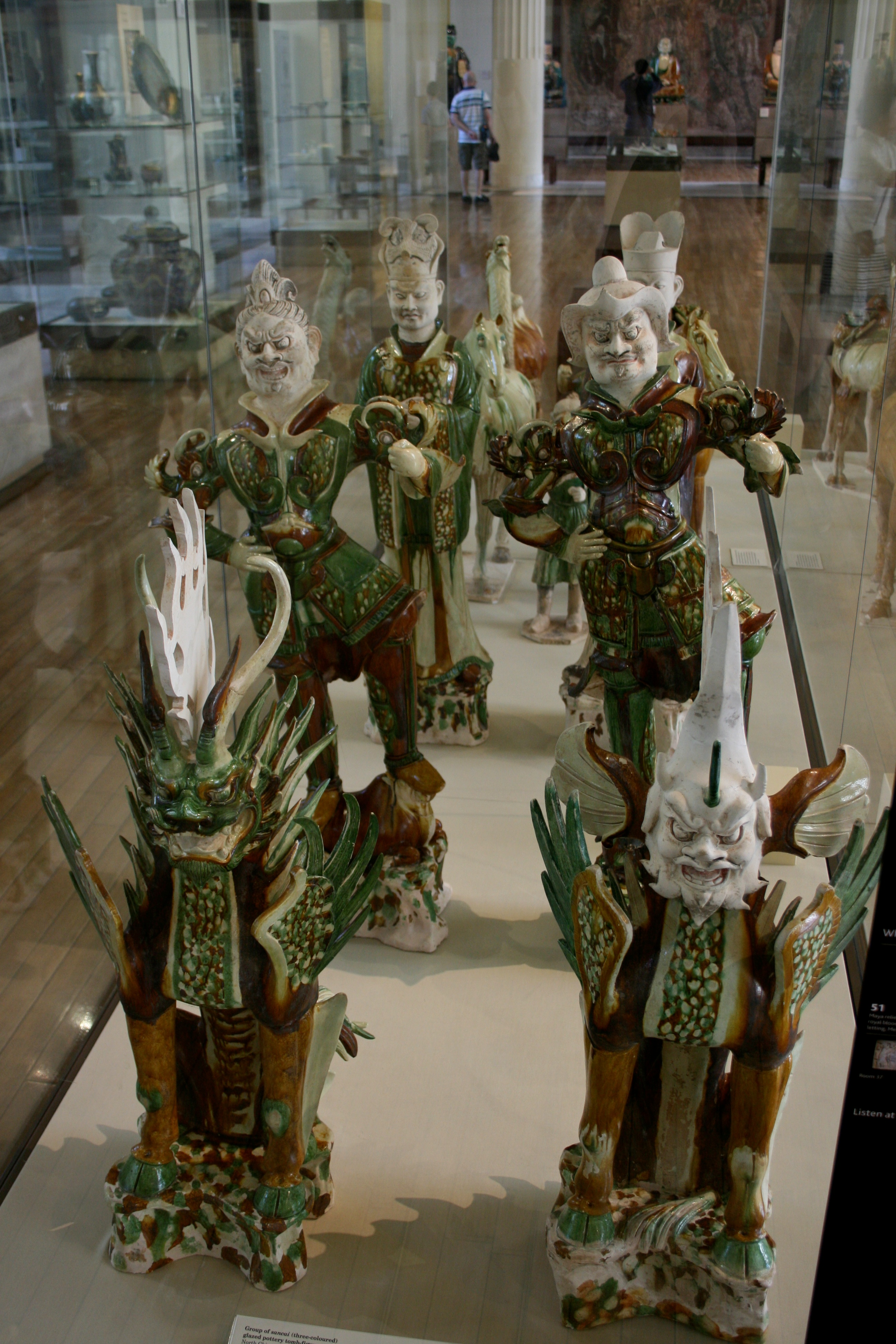
Las 13 figuras encontradas en la tumba expuestas en el Museo Británico
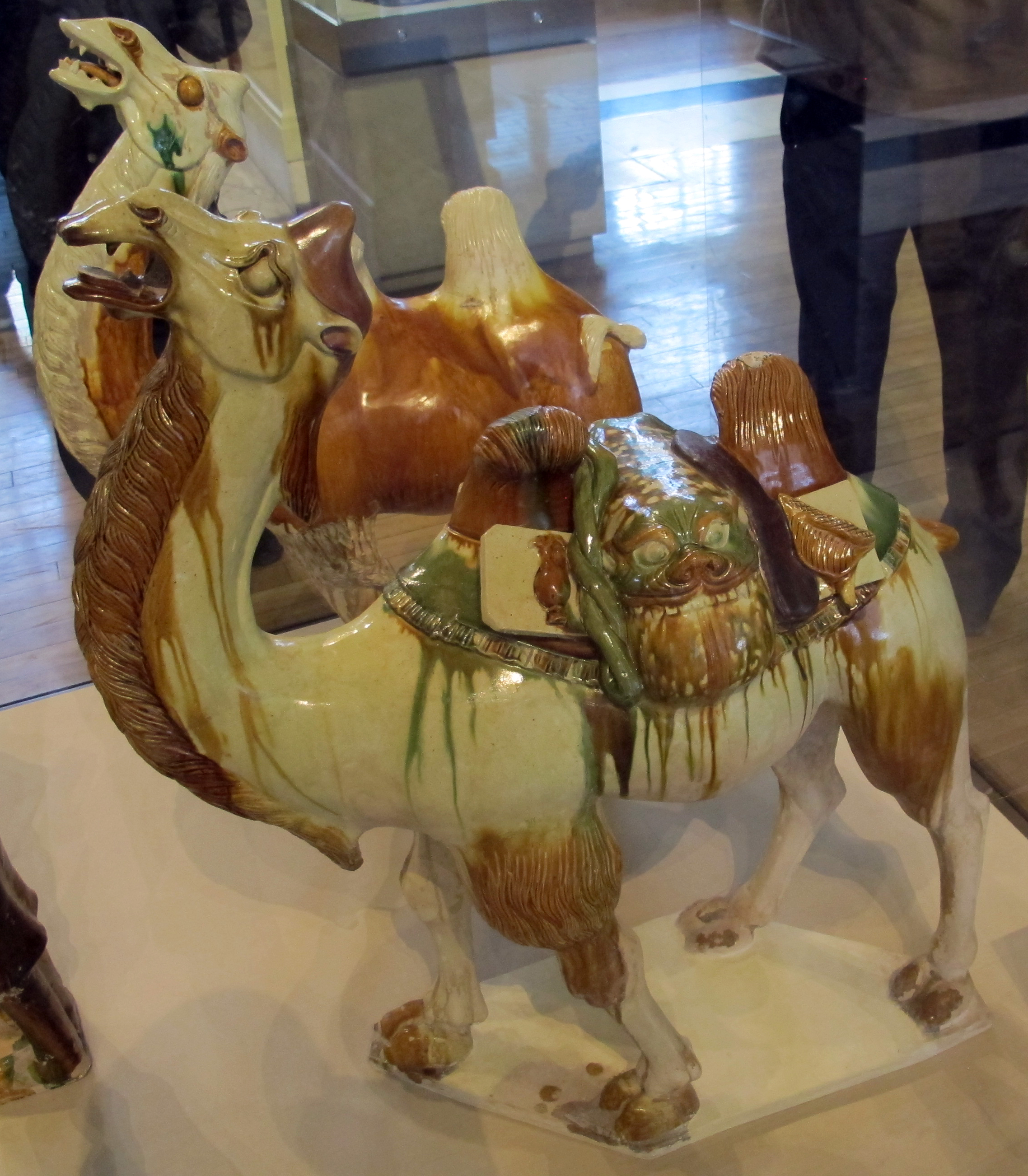
Camellos realizados en loza vidriada de color marrón y verde
Figuras de guardianes budistas de pie sobre toros
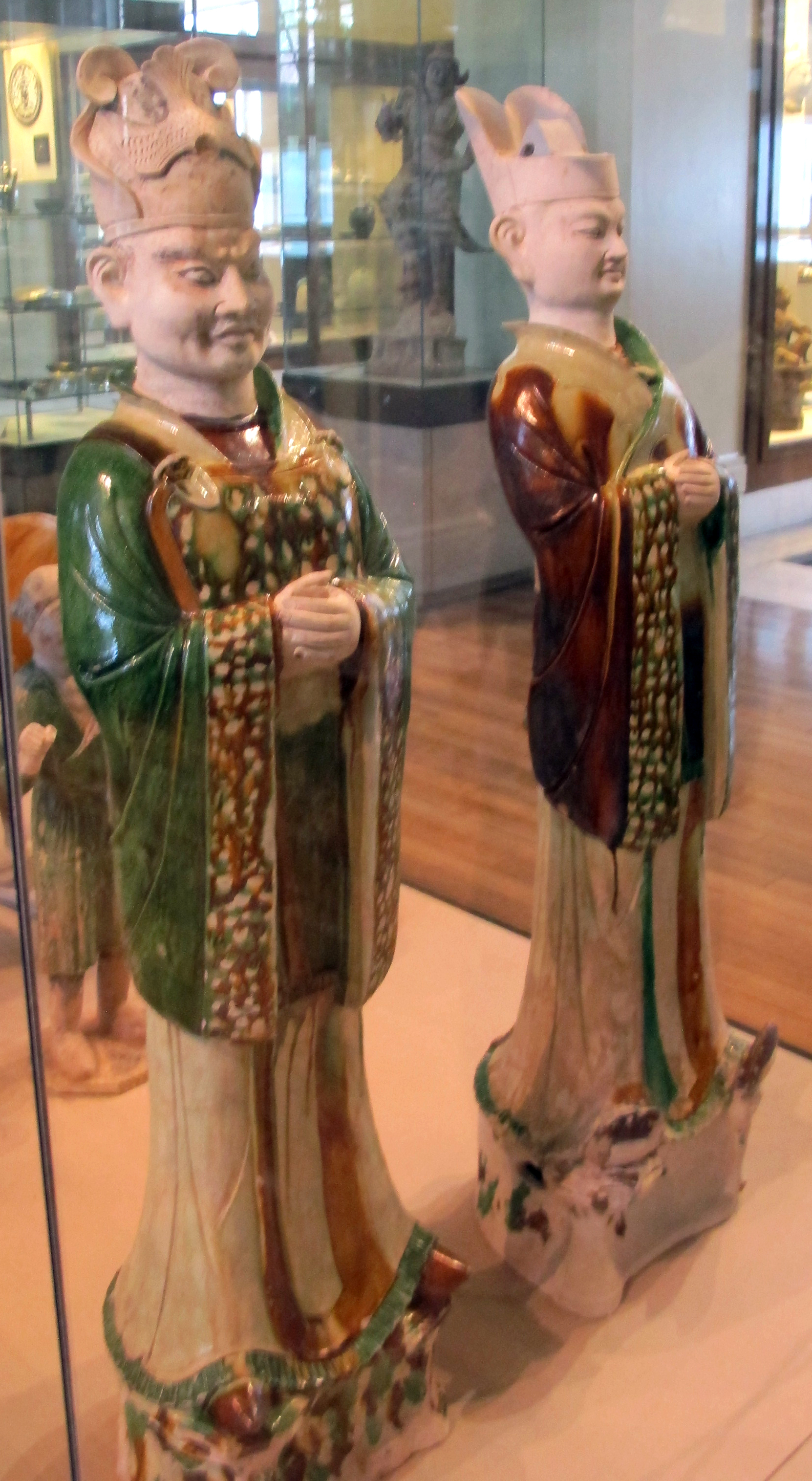
Figuras de cerámica de burócratas o funcionarios
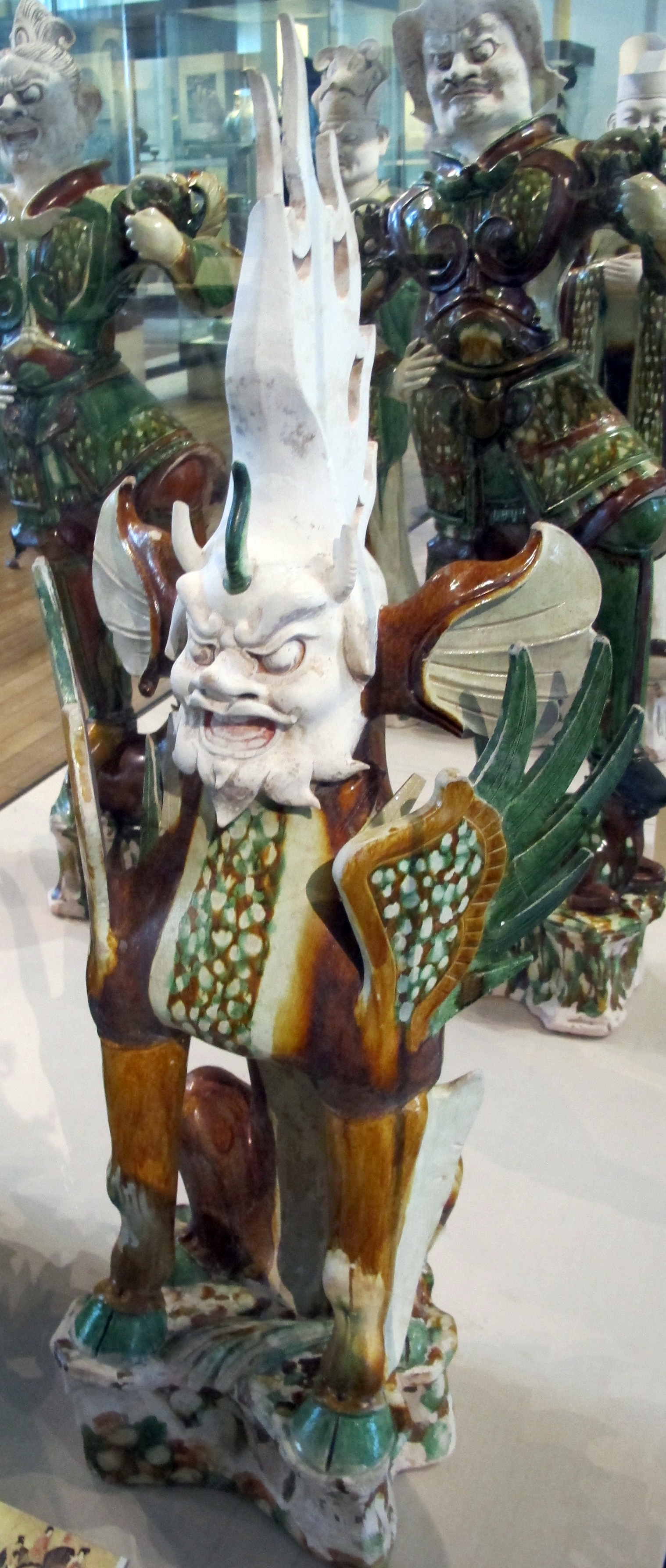
Un espíritu de la tierra elaborado en loza vidriada de color verde y marrón
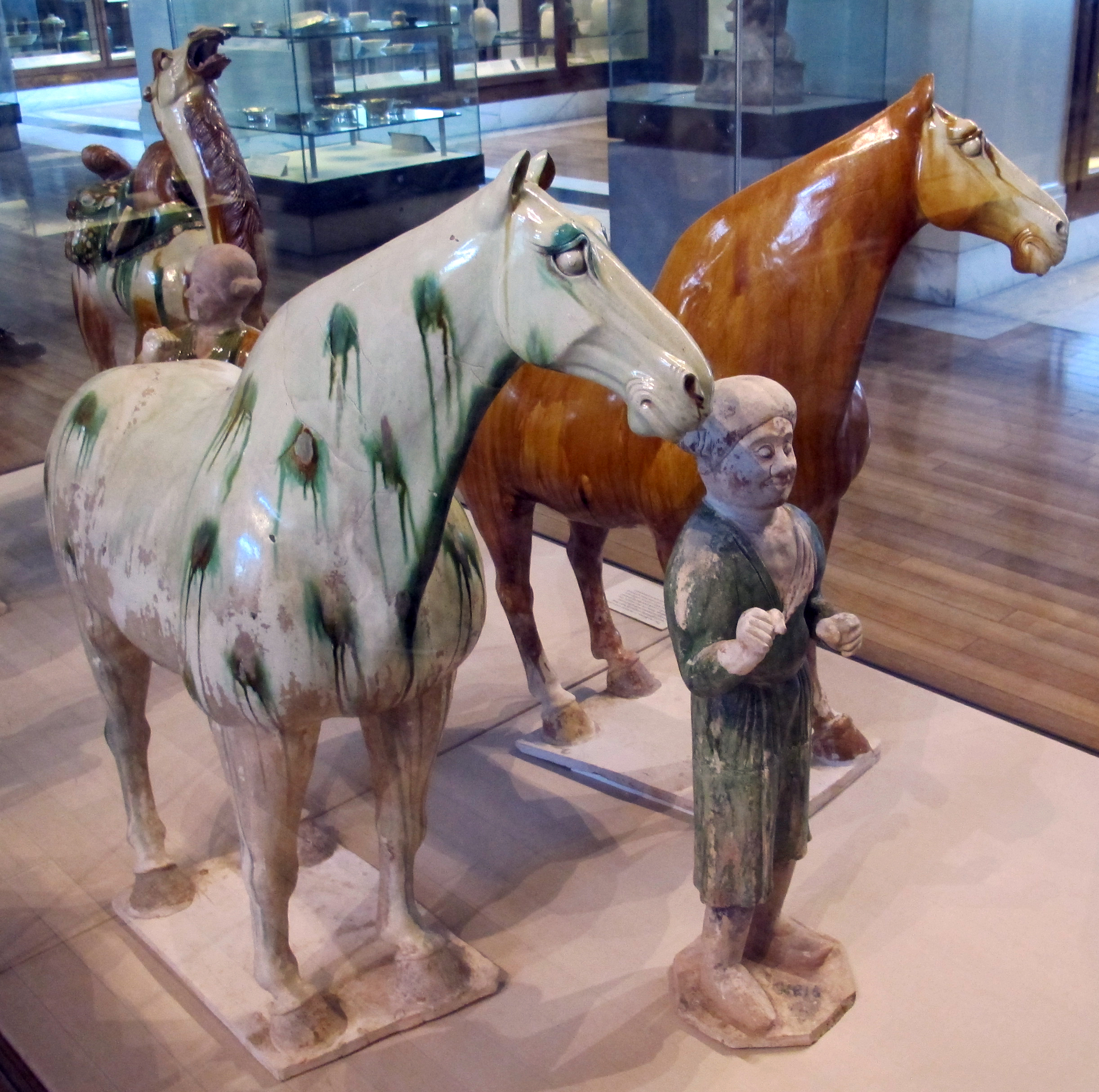
Caballos y sus cuidadores del conjunto de la tumba